# Puig del Ram
El Puig del Ram és una muntanya de 1.123 metres que es troba entre els municipis de Campdevànol i de Ripoll, a la comarca del Ripollès.